# 江南大路

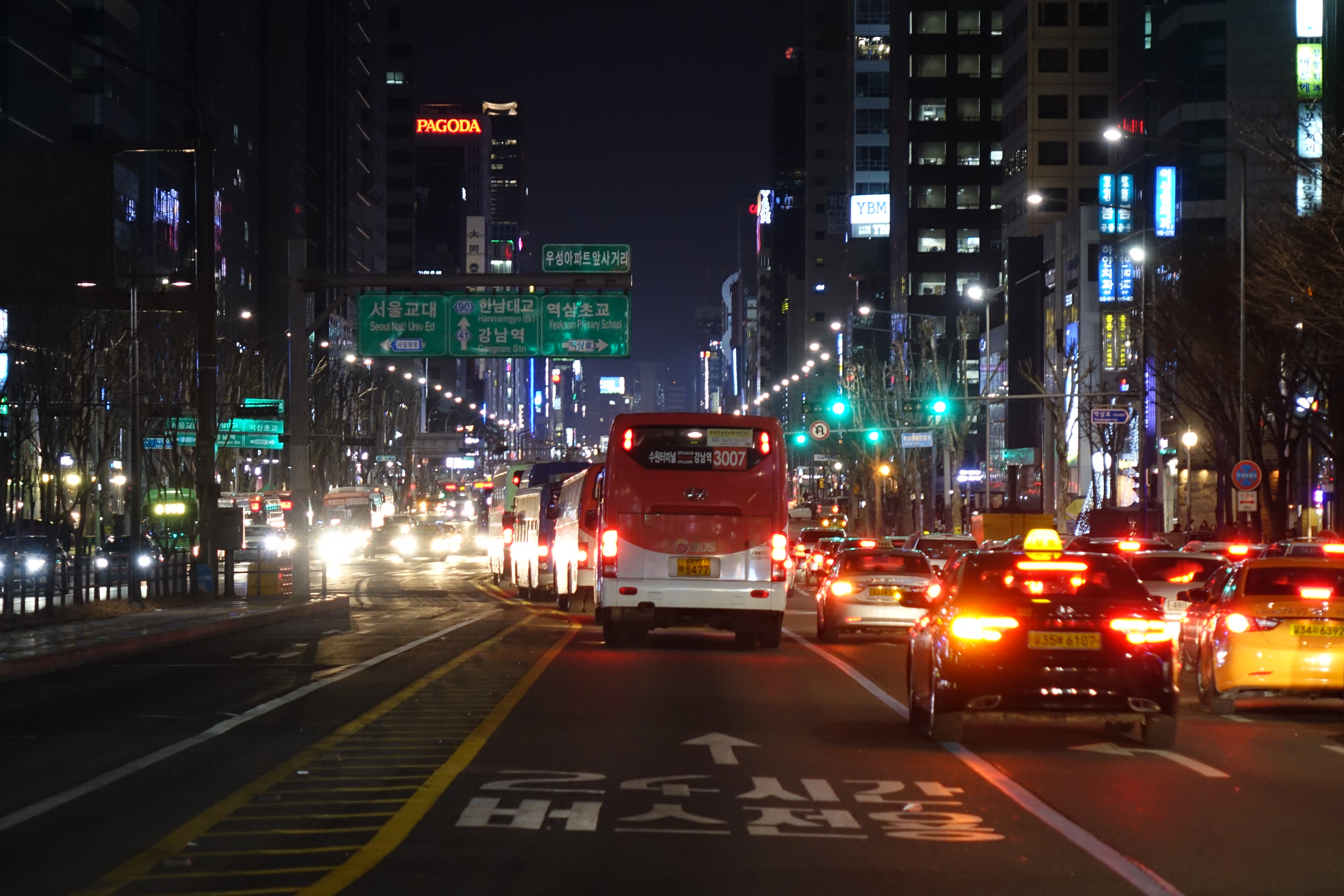
江南大路（宇成アパート前交差点）

江南大路（カンナムデロ、朝: 강남대로）は、大韓民国ソウル特別市瑞草区廉谷洞から龍山区漢南洞の漢南大橋北端まで結ぶ往復10車線の道路である。
全線がソウル特別市道41号線に該当し、良才駅から漢南大橋までは江南区と瑞草区の境界になっている。江南大路のうち、瑞草区蚕院洞の漢南インターチェンジから漢南大橋の区間に当たる1日平均交通量は161,741台で、大韓民国で最も多い。

## 歴史
- 1972年11月26日 : 永東1路と命名される。
- 1976年6月26日 : 江南大路に道路名が変更される。
- 2004年7月1日 : 中央走行式バスレーンが開通する。

## 通過する自治体
- ソウル特別市
  - 瑞草区 - 江南区 - 瑞草区 - 江南区 - 瑞草区 - 龍山区

## 通過する道路
- 京釜高速道路 ()
- 国道47号線 (韓国)（朝鮮語版）
- 江辺北路
- オリンピック大路
- 奉恩寺路（朝鮮語版）
- テヘラン路
- 南部循環路（朝鮮語版）

## 中央走行式バスレーン
2004年7月1日に開通し、現在は韓国教育開発院から新沙駅まで実施中である。 しかし、各駅とバスレーンの乗り場はかなり離れている。